# آلو اسپانیایی
آلو اسپانیایی (نام علمی: Spondias) نام یک سرده از تیره پسته‌ایان است.